# Dreamachine
Pour les articles homonymes, voir Dream Machine.
La Dreamachine (originellement Dream Machine, c'est-à-dire Machine à Rêves en anglais) est un cylindre rotatif pourvu de fentes et d'une ampoule en son centre. La rotation du cylindre fait que la lumière émise par l'ampoule traverse les fentes à une fréquence particulière ayant la propriété de plonger le cerveau dans un état de détente et de procurer des visions à l'utilisateur, lorsque celui-ci regarde la Dreamachine les yeux fermés, à travers ses paupières.

## Invention
La Dreamachine est une œuvre de l'artiste Brion Gysin et du scientifique Ian Sommerville (en). C'est une expérience que Brion Gysin vécut en 1958 qui l'amena à concevoir la Dreamachine. Il dit dans son journal à l'entrée du 21 décembre 1958 :
« Had a transcendental storm of colour visions today in the bus going to Marseille. We ran though a long avenue of trees and I close my eyes against the setting sun. An overwhelming flood of intensely bright colours exploded behind my eyelids: a multi-dimensional kaleidoscope whirling out through space. I was swept out of time. I was out in a world of infinite number. The vision stopped abruptly as we left the trees. »
« J'ai eu un déchaînement transcendantal de visions colorées aujourd'hui, dans le bus, en allant à Marseille. Nous roulions sur une longue avenue bordée d'arbres et je fermais les yeux dans le soleil couchant quand un flot irrésistible de dessins de couleurs surnaturelles d'une intense luminosité explosa derrière mes paupières, un kaléidoscope multidimensionnel tourbillonnant à travers l'espace. Je fus balayé hors du temps. Je me trouvais dans un monde infini… La vision cessa brusquement quand nous quittâmes les arbres. »
En 1960, Brion Gysin parle à son ami Ian Sommerville de la possibilité de reproduire le phénomène qui l'a conduit à avoir ces visions. Le 15 février 1960, Ian Sommerville lui répond et lui dit avoir confectionné une simple machine à impulsions lumineuses avec un cylindre de papier perforé et une plaque tournante de 78 tours par minute. Ils expérimentèrent plusieurs découpes pour la machine, que Gysin nomma alors Dreamachine. Les résultats de leurs expériences furent publiées dans le numéro 2 du magazine Olympia, en janvier 1962.

## Fonctionnement

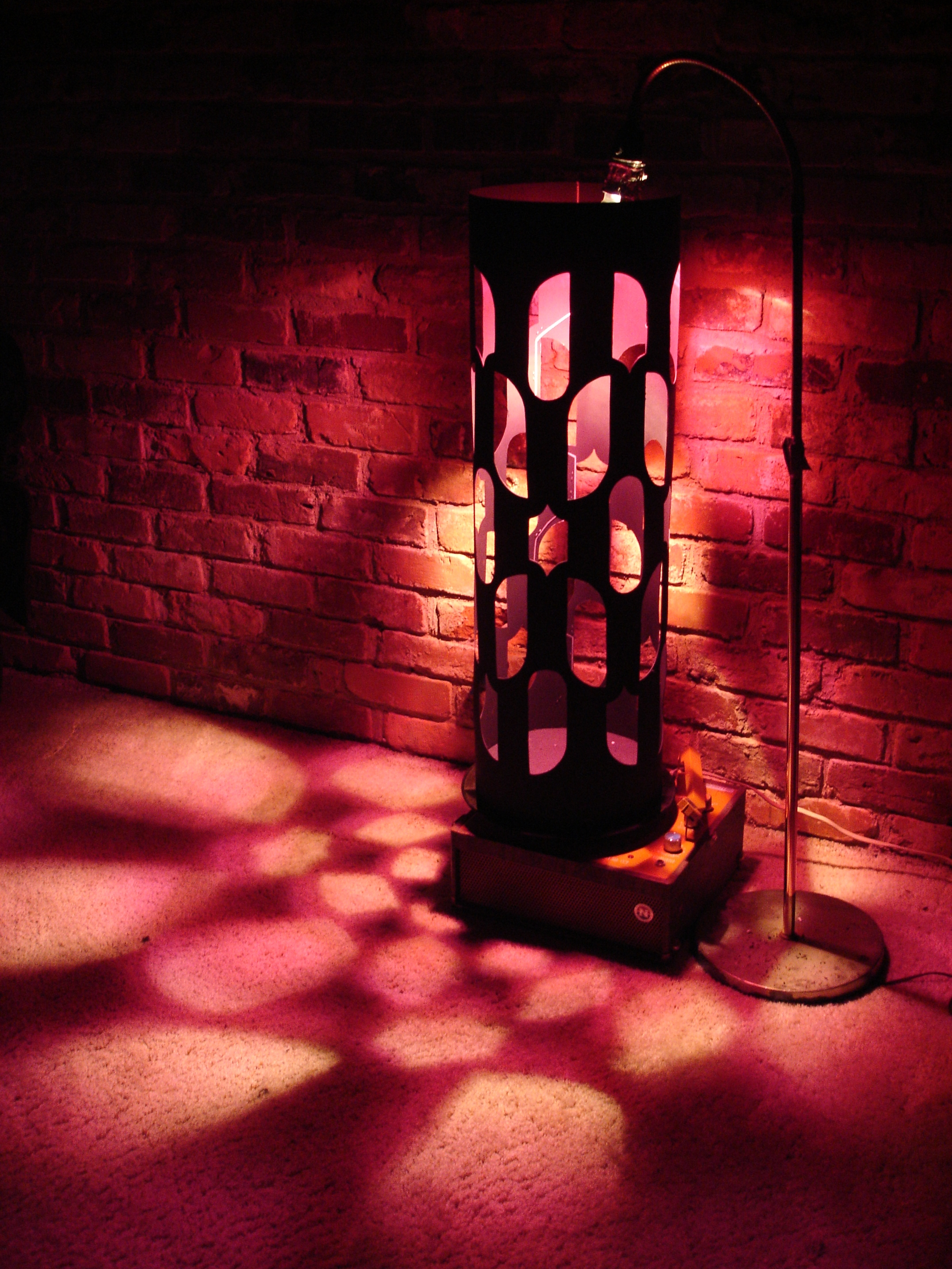
Vue d'une Dreamachine.

Dans sa forme originelle, une Dreamachine est constituée d'un cylindre présentant des fentes sur ses côtés. Le cylindre est placé sur un phonographe qui tourne à 78 ou 45 tours par minute. Une ampoule est suspendue à l'intérieur du cylindre dont la vitesse de rotation et le nombre de fentes font que la lumière émise traverse les fentes à une fréquence constante située entre 8 et 13 impulsions par seconde. Cette plage de fréquences correspond à celle des ondes alpha normalement présentes dans le cerveau lors de la relaxation.

## Utilisation

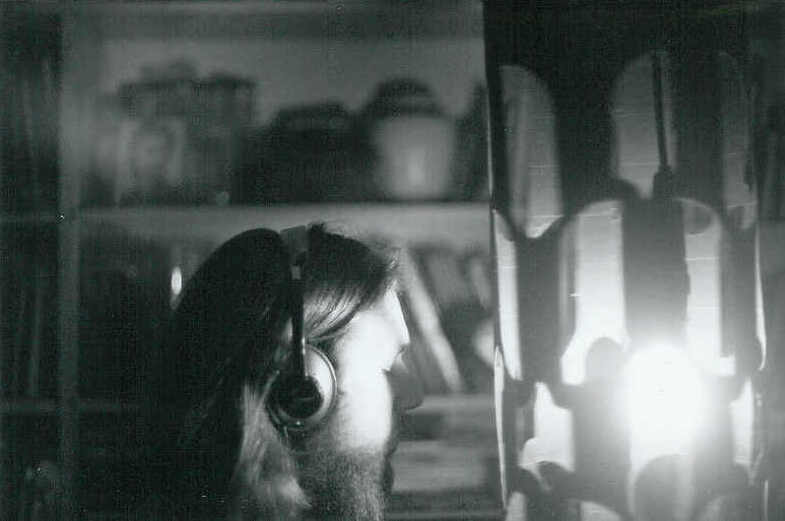
Personne utilisant une Dreamachine.

Une Dreamachine se « regarde » avec les yeux fermés : les impulsions lumineuses stimulent le nerf optique et modifient la fréquence des impulsions électriques du cerveau. L'utilisateur peut alors voir apparaître des motifs de couleurs complexes, à la luminosité croissante, derrière ses paupières fermées. Ces motifs peuvent devenir des formes et des symboles tourbillonnants, jusqu'à ce que l'utilisateur se sente submergé de couleurs. Cette expérience peut être très intense, mais pour y mettre fin, l'utilisateur de la machine n'a qu'à rouvrir les yeux.
Les Dreamachine peuvent s'avérer dangereuses chez les personnes atteintes d'épilepsie ou d'autres troubles nerveux. On pense qu'une personne adulte sur dix-mille est susceptible d'être atteinte d'une crise convulsive durant l'utilisation de la machine. Ce nombre est doublé en ce qui concerne les enfants.

## Autres utilisations
- Dans des œuvres d'art de Frederick Roland Emett (en).
- Le groupe de rock aux influences latines The Mars Volta utilise une dreamachine durant ses concerts. Elle est située derrière le batteur.